# Франчика
Франчика (італ. Francica, сиц. Francica) — муніципалітет в Італії, у регіоні Калабрія,  провінція Вібо-Валентія.
Франчика розташована на відстані близько 480 км на південний схід від Рима, 55 км на південний захід від Катандзаро, 6 км на південь від Вібо-Валентії.
Населення — 1658 осіб (2014).
Щорічний фестиваль відбувається 17 січня. Покровитель — Sant'Antonio Abate.

## Демографія
Населення за роками:

Станом на 1 січня 2023 року в муніципалітеті офіційно проживало 55 іноземців з 8 країн, серед них 42 громадяни країн Євросоюзу та 4 громадяни України.

## Сусідні муніципалітети
- Джерокарне
- Мілето
- Сан-Костантіно-Калабро
- Сан-Грегоріо-д'Іппона
- Стефанаконі
- Вібо-Валентія